# Sejad Salihović
Sejad Salihović (* 8. Oktober 1984 in Gornji Šepak bei Zvornik, SFR Jugoslawien) ist ein ehemaliger bosnisch-herzegowinischer Fußballspieler und heutiger -trainer. Er galt als Freistoßspezialist.

## Karriere als Spieler
Sejad Salihović wuchs zunächst im nordostbosnischen Gornji Šepak auf. Im Alter von sieben Jahren flüchtete er mit seiner bosnischen Familie vor dem Bosnienkrieg nach Berlin.

### Vereine
Salihović begann beim SC Minerva 1893 mit dem Fußballspielen und gelangte 2000 – über die Jugendabteilung von Hertha 03 Zehlendorf – ablösefrei in die von Hertha BSC. Zur Saison 2003/04 rückte er in die Amateurmannschaft auf und zur Saison 2004/05 in den Profikader. Am 26. September 2004 (6. Spieltag) debütierte er in der Bundesliga, als er bei der 1:2-Niederlage im Auswärtsspiel gegen den Hamburger SV für Christian Müller in der 85. Minute eingewechselt wurde. In seiner Premierensaison bestritt er fünf Erstligaspiele für die Berliner.
Vor der Spielzeit 2006/07 wurde Salihović zur TSG 1899 Hoffenheim transferiert. Er erzielte am 34. Spieltag der Saison 2007/08 zwei der fünf Hoffenheimer Tore gegen die SpVgg Greuther Fürth und trug damit zum erstmaligen Aufstieg der TSG in die Bundesliga bei.
Nachdem er in den ersten zehn Spieltagen der Saison 2008/09 vier Tore für die TSG 1899 Hoffenheim erzielt hatte, verlängerte der Verein Anfang November 2008 den zum Saisonende auslaufenden Vertrag vorzeitig bis zum 30. Juni 2012. Am 20. April 2012 verlängerte er seinen zum Saisonende auslaufenden Vertrag bis zum 30. Juni 2016. Am 24. August 2013 sorgte Salihovic für einen Bundesligarekord: Nur 14 Sekunden nach seinem verwandelten Strafstoß gegen den SC Freiburg zum 1:0 wurde er mit der Roten Karte des Feldes verwiesen, da er beim Jubeln Freiburgs Mannschaftskapitän Julian Schuster geohrfeigt hatte. Es war die kürzeste Zeit zwischen Torerfolg und Platzverweis; das Spiel endete 3:3.
Im Sommer 2015 wechselte Salihović nach China zu Guizhou Renhe (seit 2016 Beijing Renhe). In der Saison 2015 stieg er mit dem Verein aus der Chinese Super League in die China League One ab. Vor Beginn der neuen Saison zog der Verein nach Peking um und wurde in Beijing Renhe umbenannt. Unter neuem Namen wurde die Mannschaft um Salihovic vierter in der Abschlusstabelle und verpasste den Wiederaufstieg knapp.
Im Februar 2017 wechselte Salihović in die Schweizer Super League zum FC St. Gallen, bei dem er einen Vertrag bis zum Ende der Saison 2016/17 erhielt. Er kam in 13 Ligaspielen zum Einsatz und verließ den Verein nach Auslaufen seines Vertrages.
Im Sommer 2017 hielt sich Salihović erst in der zweiten Mannschaft und anschließend in der ersten Mannschaft der TSG 1899 Hoffenheim fit.
Aufgrund vieler verletzungsbedingter Ausfälle nahm ihn der Hamburger SV am 13. September 2017 bis zum Ende der Saison 2017/18 unter Vertrag. Salihović traf dort auf Trainer Markus Gisdol, mit dem er bereits zwischen 2013 und 2015 in Hoffenheim zusammengearbeitet hatte. Bereits zwei Tage später kam er bei der 0:2-Niederlage bei Hannover 96 am 4. Spieltag zu seinem ersten Einsatz, als er in der 60. Spielminute für Bakery Jatta eingewechselt wurde. Bei der 2:3-Auswärtsniederlage gegen den 1. FSV Mainz 05 am 8. Spieltag erzielte Salihović sein erstes Tor für die Hamburger, als er in der Nachspielzeit der zweiten Halbzeit per Handelfmeter zum Endstand traf. Insgesamt kam Salihović zu zehn Bundesligaeinsätzen (ein Tor). Nach der Saison, in der der HSV erstmals aus der Bundesliga abgestiegen war, verließ er den Verein mit Auslaufen seines Vertrags.
Anfang April 2019 gab der Bosnier sein Karriereende bekannt.
Seit der Saison 2019/20 spielt Salihović für den DJK SC Schwarz-Weiß Frankenthal 1997 in der A-Klasse Rhein-Pfalz.

### Nationalmannschaft
Am 17. Oktober 2007 gab er sein Debüt in der Nationalmannschaft von Bosnien und Herzegowina. Im EM-Qualifikationsspiel in Griechenland wurde Salihović in der 82. Minute eingewechselt. Sein erstes Länderspieltor erzielte er am 9. September 2009 per Freistoß zum 1:1-Endstand gegen die Auswahl der Türkei.
Am 7. Mai 2014 wurde er vom bosnischen Nationaltrainer Safet Sušić in den Kader der A-Nationalmannschaft für die Weltmeisterschaft 2014 berufen. Bei der WM machte er zwei der drei Spiele mit. Nach der WM kam er nur noch auf drei Einsätze.

## Karriere als Trainer
Mit dem Beginn der Saison 2020/21 begann Salihović eine Hospitation bei Kai Herdling, der zu diesem Zeitpunkt die B1-Junioren (U17) der TSG 1899 Hoffenheim in der B-Junioren-Bundesliga trainierte. Als Herdling Anfang Oktober 2020 die zweite Mannschaft in der vierklassigen Regionalliga Südwest übernahm, wurde Salihović neben Matthias Cuntz dessen Co-Trainer.